# HEMT

Tvärsnitt av en GaAs/AlGaAs/InGaAs pHEMT

HEMT (High Electron Mobility Transistor) är en transistor med hög elektronmobilitet baserad på en heteroövergång i en transistor. Används i första hand i mikrovågskretsar.